# 리핀군

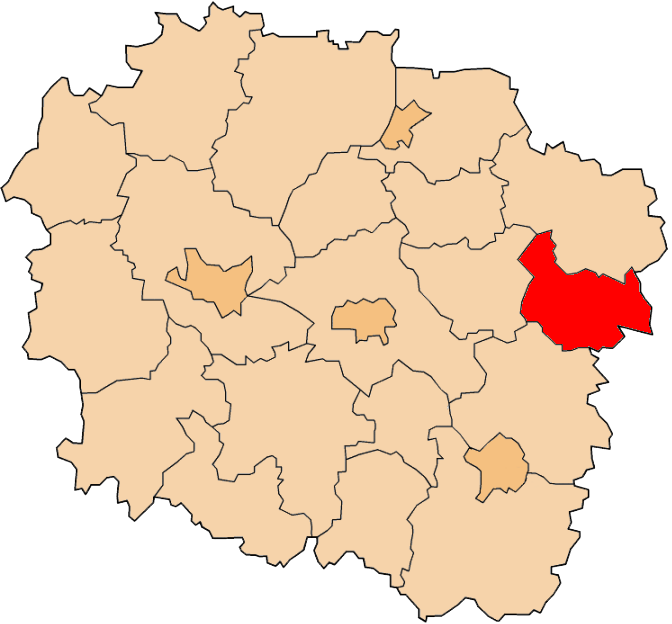
쿠야비포모제주 지도에 표시된 리핀군의 위치

리핀군(폴란드어: powiat rypiński)은 폴란드 쿠야비포모제주에 위치한 군으로 군청 소재지는 리핀이며 면적은 587.08km2, 인구는 43,618명(2019년 기준)이다.
북쪽으로는 브로드니차군, 동쪽으로는 마조프셰주 주로민군, 남동쪽으로는 마조프셰주 시에르프츠군, 남서쪽으로는 리프노군, 서쪽으로는 골루프도브진군과 접한다. 6개 지방 자치체(1개 도시, 5개 농촌)를 관할한다.

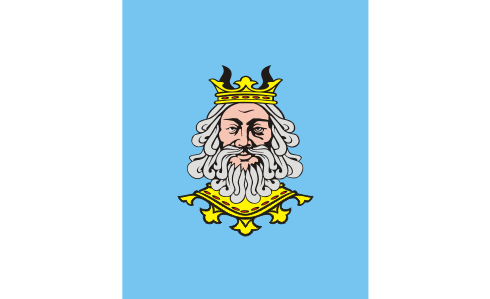
군기
군 문장